# Blauer Erlenblattkäfer

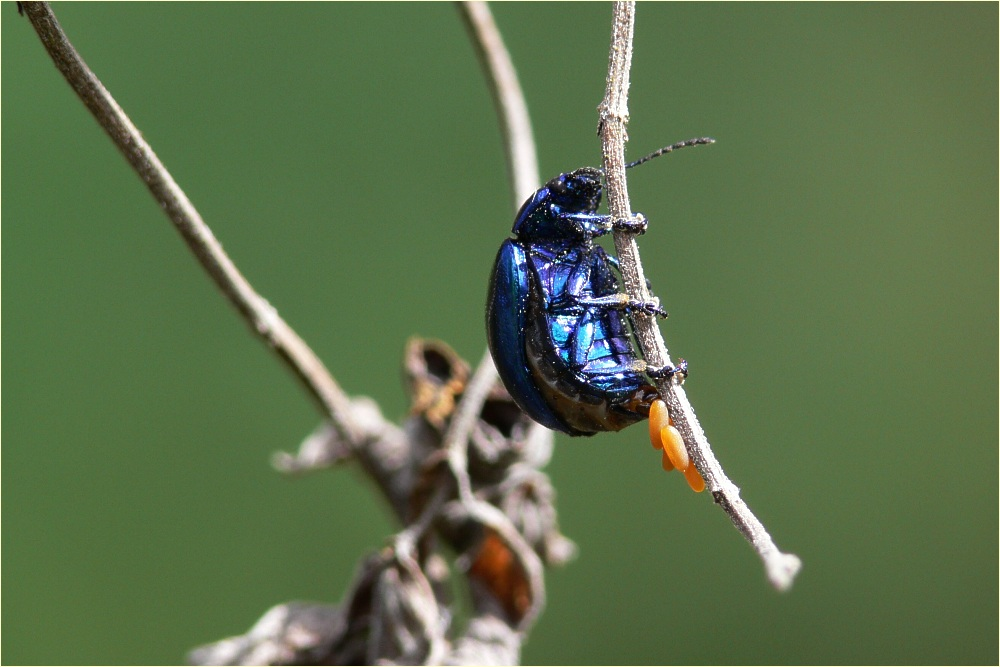
Weibchen bei der Eiablage

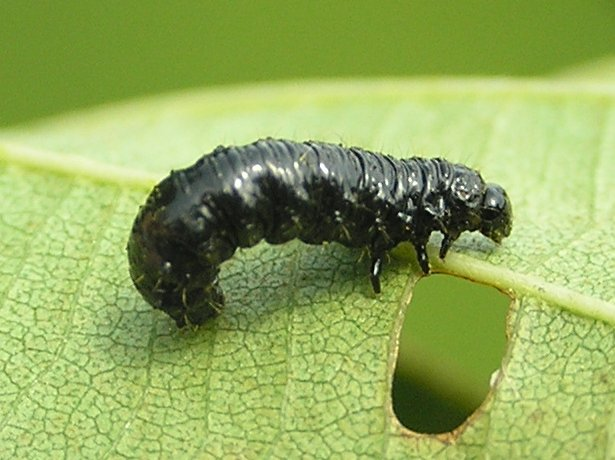
Larve

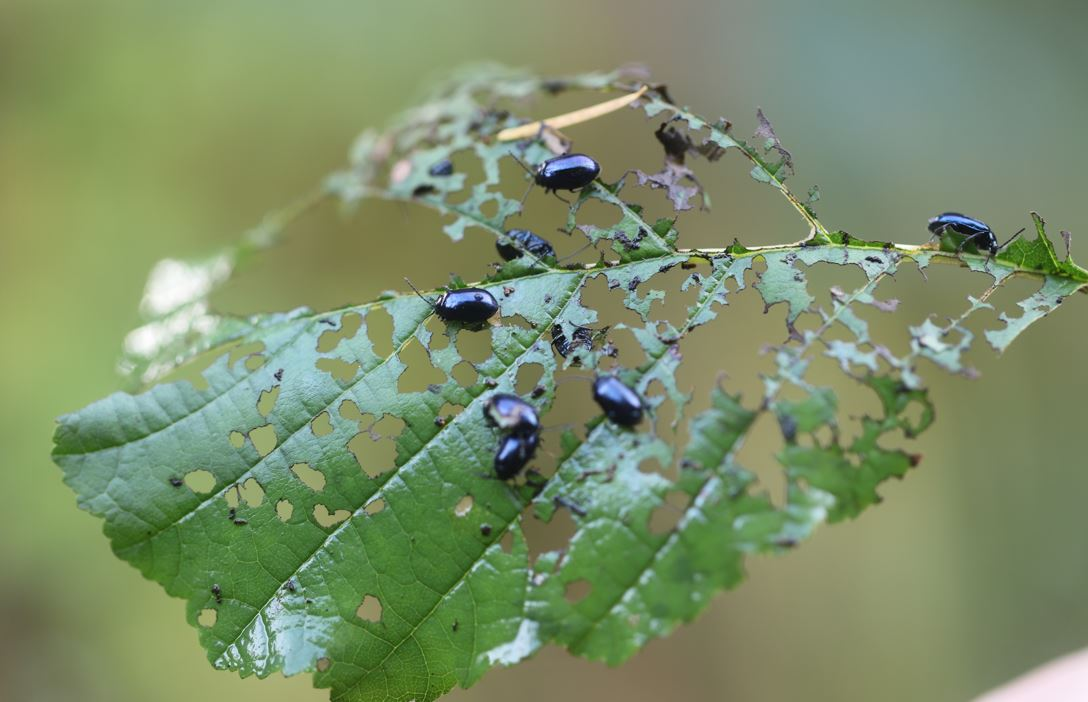
Käfer mit Fraßbild

Der Erlenblattkäfer oder auch Blaue Erlenblattkäfer (Agelastica alni) ist eine Art aus der Familie der Blattkäfer (Chrysomelidae). Sie ist die einzige ihrer Gattung in Europa. Gelegentlich kommt es bei den Tieren zu einem Massenauftreten, bei dem Erlen komplett entlaubt werden können.

## Merkmale
Der Blaue Erlenblattkäfer wird sechs bis sieben Millimeter lang und hat einen etwas gedrungenen Körperbau. Die breiteste Stelle des oberseits überall dicht und fein punktförmig strukturierten Körpers liegt hinter der Mitte der Deckflügel, der Halsschild ist schmaler als diese. Er ist seitlich abgerundet und hat an den Seiten einen Saum, seine Scheibe ist ohne Eindrücke. Der Saum der Deckflügel ist rundum gut erkennbar. Der Körper der Tiere ist blauschwarz, dunkelblau, blauviolett oder grünlich gefärbt. Die Fühler und Beine sind schwarz. Der Kopf trägt zwischen den Fühlern einen markanten Eindruck. Das dritte Glied der Fühler ist kürzer als das vierte. Die Art kann am ehesten mit blau gefärbten Individuen des Erzfarbenen Erlenblattkäfers (Linaeidea aenea) verwechselt werden, die jedoch insbesondere durch ihre hervortretenden Schulterwülste auf den Deckflügeln unterschieden werden können.

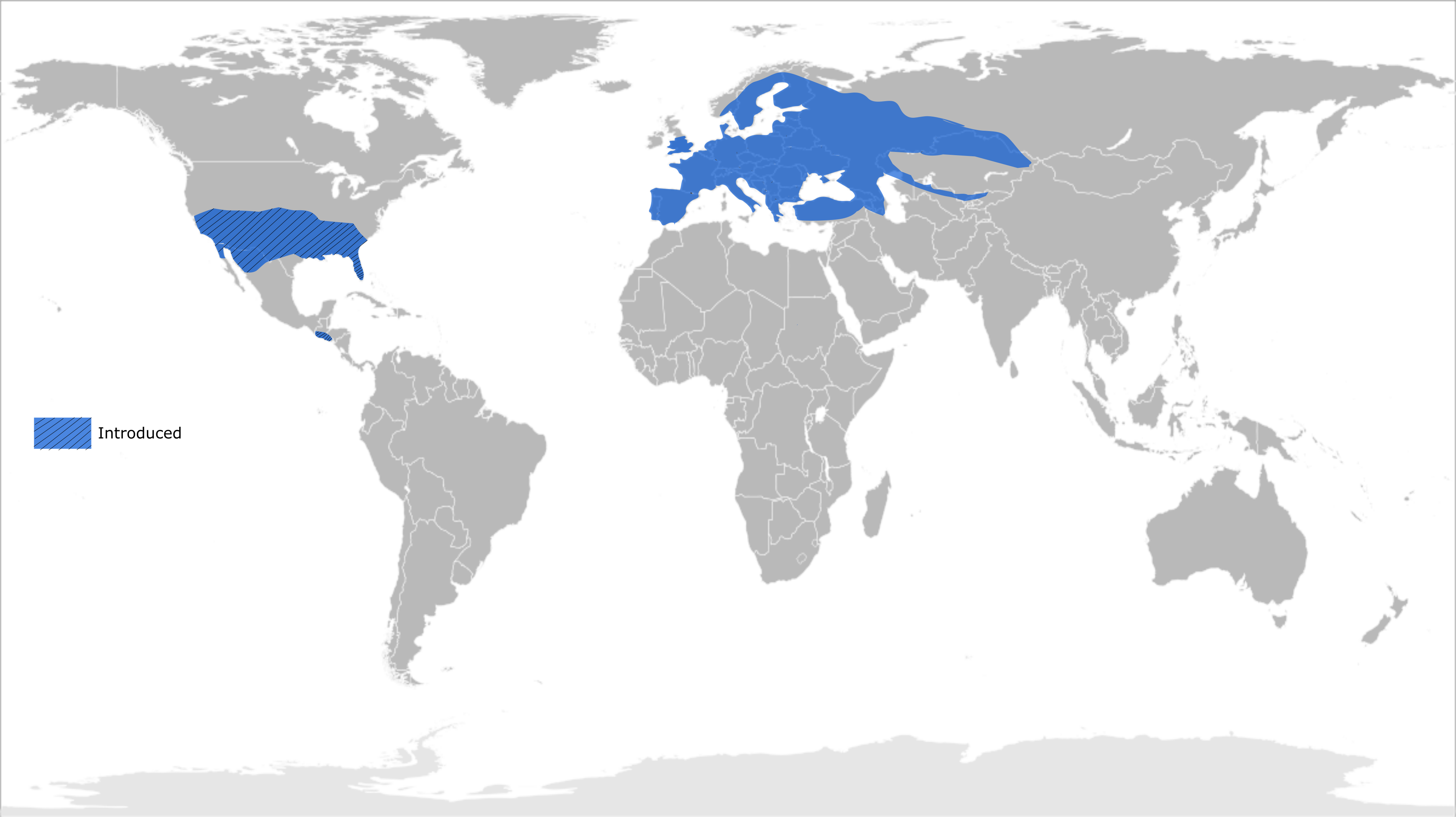
Verbreitungsgebiet des Blauen Erlenblattkäfers: blau; eingeschleppt: blau schraffiert

## Vorkommen
Die Art ist in der Paläarktis verbreitet und wurde in die Nearktis eingeschleppt. In Nordeuropa reicht die Verbreitung bis nach Zentral-Fennoskandien, in England ist die Art wie auch teilweise im Alpenraum selten. Die Tiere besiedeln Erlen am Rand von Gewässern und in Sumpfgebieten. Sie treten allgemein sehr häufig auf.

## Lebensweise
Imagines und auch Larven ernähren sich primär von Blättern von Erlen (Alnus). Aber auch über Fraß an Weiden (Salix) und Pappeln (Populus) wurde in älterer Literatur berichtet. In einem In-vitro-Fraßversuch wurde gezeigt, dass neben Erle auch die Hasel (Corylus avellana) und Hänge-Birke (Betula pendula) stark befressen werden, außerdem wurden die Moor-Birke (Betula pubescens), die Rotbuche (Fagus sylvatica), die Hainbuche (Carpinus betulus), die Baum-Hasel (Corylus colurna), die Winterlinde (Tilia cordata) und die Bergulme (Ulmus glabra) gut befressen. Mäßigen Fraß gab es an Holländischer Linde (Tilia x cordata) und Vogelkirsche (Prunus avium), während Obstgehölze nicht oder nur schwach befressen wurden. Ob in dem zu Beginn des 20. Jahrhunderts durchgeführten Experiment unter den Versuchskäfern ausschließlich sicher bestimmte Erlenblattkäfer zu finden waren, oder sich auch ähnliche Arten darunter befanden, ist nicht sicher nachvollziehbar. 
Die Weibchen legen auf den Blattunterseiten Gelege mit 60 bis 70 Eiern an. Aus ihnen schlüpfen nach etwa zwei Wochen die schwarz gefärbten Junglarven, die sodann vergesellschaftet leben. Erst später verteilen sie sich auf einzelne Blätter. Junge Larven fressen nur eine Seite der Blätter (Fensterfraß), ältere Larven fressen Löcher. Die Verpuppung erfolgt drei bis fünf Zentimeter tief im Erdboden in einer Puppenwiege. Die neue Generation der Käfer schlüpft im Juli und frisst an den Erlenblättern, bevor sie im Herbst überwintert. Pro Jahr wird nur eine Generation ausgebildet.

## Belege